# Зіркомох
Зіркомох (Mnium) — рід мохів родини Mniaceae. Види цього роду зустрічаються в Європі та Північній Америці.

## Види
Види:
- Mnium arizonicum J.J. Amann
- Mnium blyttii Bruch & Schimp.
- Mnium hornum Hedw.
- Mnium jungermannia L.
- Mnium lycopodioides Schwägr.
- Mnium marginatum (Dicks. ex With.) P. Beauv.
- Mnium spinosum (Voit) Schwägr.
- Mnium spinulosum Bruch & Schimp.
- Mnium stellare Hedw.
- Mnium thomsonii Schimp.